# Sára Bejlek
Sára Bejlek (født 31. januar 2006) er en kvindelig professionel tennisspiller fra Tjekkiet.